# M0-s autóút (Magyarország)

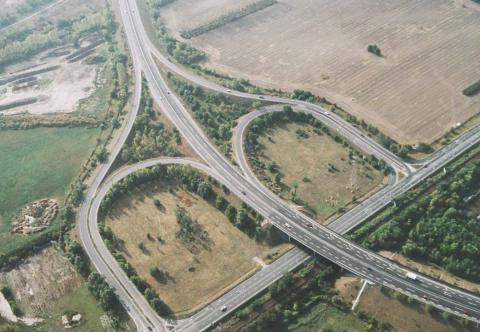
Az M0-s légifotója a 6-os út budatétényi csomópontjánál

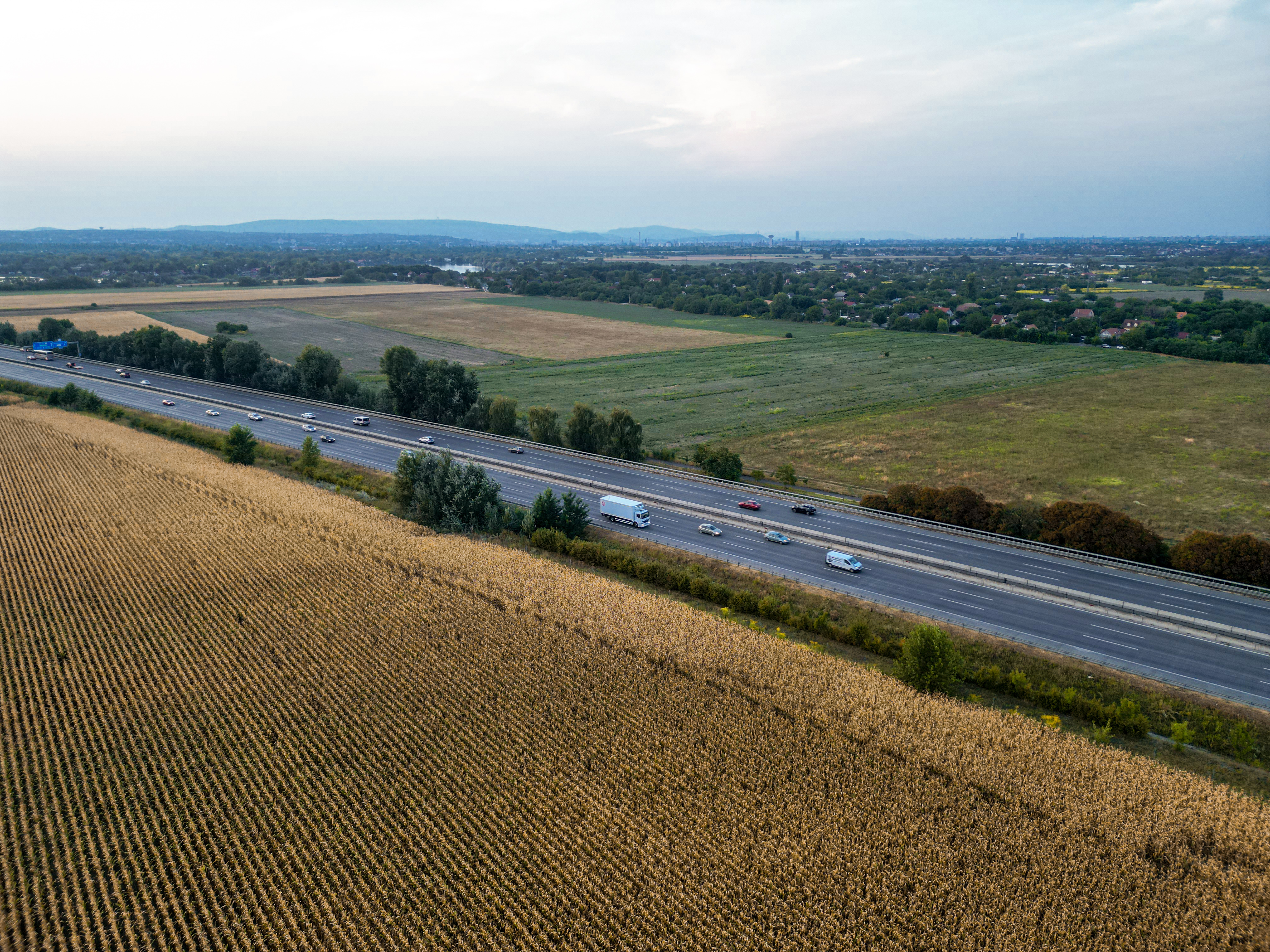
Az M0-s Szigetszentmiklós közelében a Csepel-szigeten

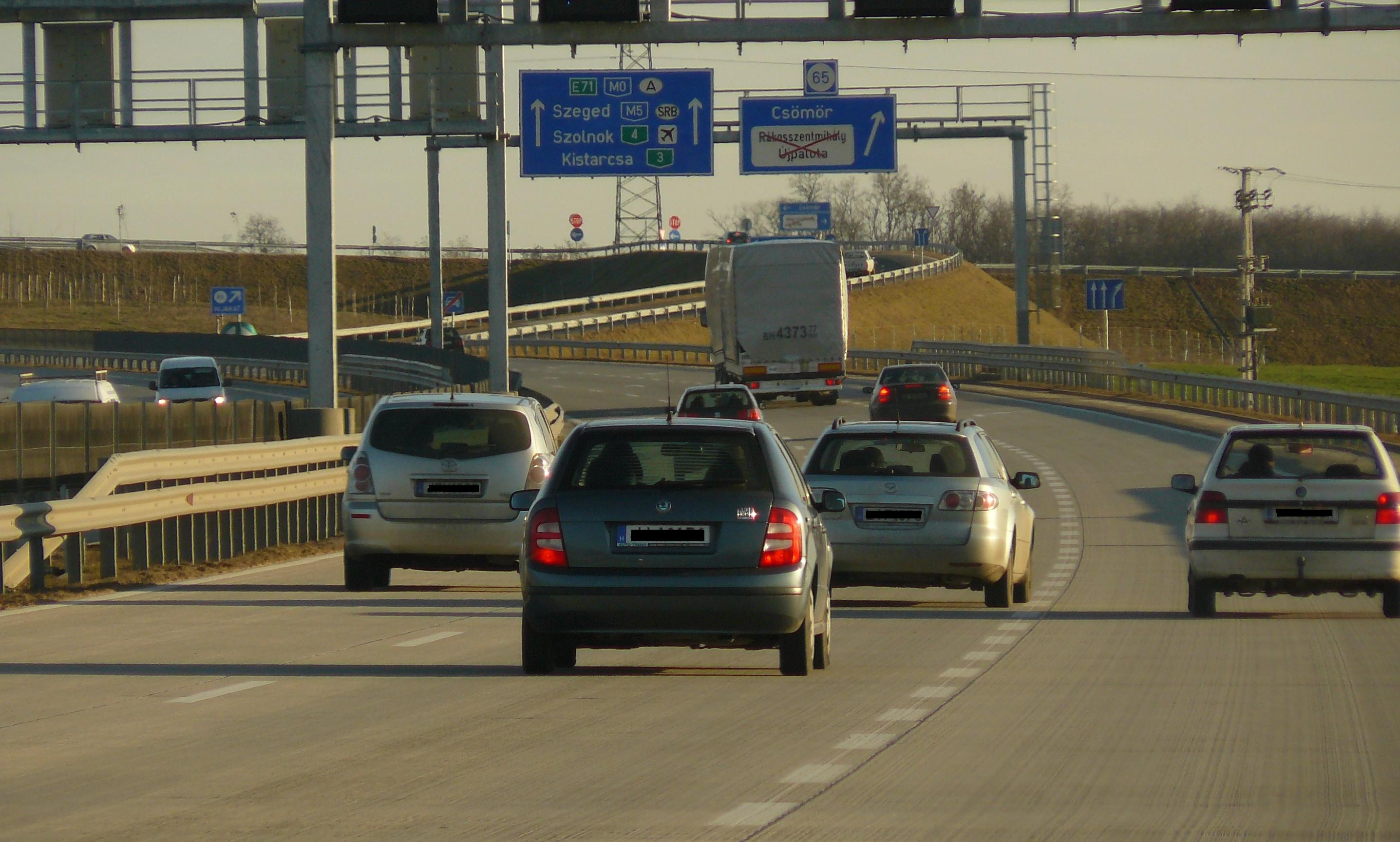
Az M0-s keleti szakasza

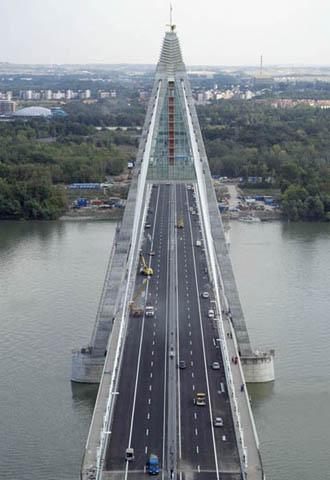
A Megyeri híd légi felvételen

Az M0-s autóút, a köznyelvben gyakran budapesti körgyűrű a Budapestet körbevevő gyorsforgalmi út. A tervezett hossza 108 km, ebből 2015-re hozzávetőlegesen 77 km épült meg. 2010-ben megkezdődött a déli szektor bővítése, ami 2013. szeptember 11-én fejeződött be.
Összesen négy fő funkciót szükséges ellátnia:
1. Fontos tehermentesítő szerepként az áthaladó közúti (elsősorban nyerges vontatók és kamionok alkotta nehéz teher-) tranzitforgalom elvezetése a főváros mellett.
2. Összeköti és hálózatba szervezi a sugárirányú országos autópályákat, autóutakat és főútvonalakat.
3. Ezeket összekapcsolva gyűjtő-elosztó funkciót lát el.
4. Elősegíti a fővárosi külső kerületek és az agglomerációs települések egymás közötti regionális forgalmának lebonyolítását.

## Szakaszai
Az M0-s 4 fő szektorra osztható:
- M0 déli szektor: az  1-es főút és  M5-ös autópálya között,
- M0 keleti szektor: az  M5-ös és  M3-as autópályák között,
- M0 északi szektor: az  M3-as autópálya és a  10-es főút között,
- M0 nyugati szektor: a  10-es főút és az  1-es főút között.

A kilométer-számozás az 1-es főúttól indul az M1-es autópálya felé.

## Története
A főváros körüli gyorsforgalmi út gondolatát először dr. Vásárhelyi Boldizsár, a budapesti Műegyetem egykori professzora fogalmazta meg, ő vázolta fel az általa javasolt nyomvonalat – Budapesttől a mainál kissé távolabb vezetve –, a magyar automobil utak hálózatáról 1942-ben megjelent munkájában. A megvalósításra azonban még több évtizedet kellett várni.
Az 1960-as években a fővárosba sugárirányban befutó autópályákat – az eredeti gondolattól eltérően – a Hungária körút vonalában egy városi magas vezetésű autópályával kívánták összefogni, a párizsi périphérique mintájára. Ezt a nyomvonalat az 1971-es Országos Közúthálózati Fejlesztési Keretterv ki is jelölte.
1974-ben az Országos Műszaki Fejlesztési Bizottság (OMFB) megbízásából elkészült A magyarországi autópályahálózat terve és megvalósítási lehetősége című munka. Ebben részletes tervtanulmányokat javasoltak egy főváros menti autópálya-körgyűrű létesítésére. Ez a gyűrű a külső körút telítődése után hivatott megoldani a forgalom gyűjtésének és szétosztásának feladatát valahol a beépített területek határán. Ekkor alakult ki a mai napig használt felosztás, azaz az északi, déli, keleti és nyugati szektor. Majd az 1977-ben megfogalmazott Országos Közúthálózati Fejlesztési Keretterv is a főváros külső térségében, illetve határában vezetett autópálya kiépítésének a gondolatát vitte tovább. Az UVATERV-ben az akkori Közlekedés- és Postaügyi Minisztérium (KPM) megbízásából 1977-ben megbízást kapott a déli M0-s autópálya nyomvonalának vizsgálatára. Az út 1977-es elnevezése is az UVATERV-nél dolgozó Arató Balázshoz, mint névadóhoz köthető.
Az 1977-es tanulmány 36-58 ezer egységjárműre becsülte a déli szektor 2010-es napi forgalmát. Ez a járműmennyiség irányonként négy sávot igényelne az úgynevezett "megfelelő" szolgáltatási szint biztosításához, az "eltűrhető" szinthez irányonként három sáv is elegendő lenne.
1982-ben döntés született a körgyűrű déli (az M1–M5 autópályák közti) szektorának megépítéséről. Az 1985-ben kiadott Országos Közúthálózat Fejlesztése tervdokumentáció ezt a nyomvonalat megerősítette. Miután a belső területek egyre intenzívebben beépültek, a nyomvonal-változatok fokozatosan a főváros határába kerültek.
A munkálatok 1987-ben kezdődtek, és 1990 végén helyezték forgalomba az első szakaszt, amely a 6-os utat kötötte össze az M5-ös autópályával. Az új útvonal forgalmi jelentőségét elsősorban a Csepeltől délre megépített két Duna-hid adta. 1994-ben teljes hosszában megépült a déli szektor, a 29,5 kilométeres szakasz immár három autópályát (M1, M7, M5) kötött össze. Első lépésben az eredetileg tervezett, irányonként három forgalmi sávos sztrádát takarékossági okokból keskenyebb autóúttá karcsúsították, mellette helyet hagyva a későbbi bővítéshez. A szerényebb műszaki tartalommal megvalósult megoldás - azaz az irányonként két forgalmi sáv, leállósáv és az irányok fizikai elválasztása nélkül - következtében a körgyűrűt a korabeli sajtóban rendszeresen "Halálútként" emlegették az ebből fakadó gyakori halálos balesetek miatt.
Az építés idején a Liszt Ferenc repülőtér (akkor Ferihegyi repülőtér) alatt kívánták a keleti szektort továbbvezetni. Emiatt csatlakozik közel merőlegesen az M51-es autóút (amely korábban a déli szakasz keleti vége volt) az M5-ös autópályához. Ez végül a költségek miatt nem valósult meg.
1999-2003 között a balesetek elkerülése érdekében végig betonelemeket helyeztek el a forgalmas déli szektor két irányt elválasztó sávjára.
2005-ben elkészült az M5 autópálya és az M4 autóút közötti szakasz, 2008. szeptember 16-án pedig a már az M3-as autópályáig, illetve az 1-es főútig ért az út, ezáltal elkészült a keleti és északi szektor is.
2008-ban elkészült az M4-es autóút és az M3-as autópálya közötti, valamint a 2-es főút és a 11-es főút közötti szakasz. Ez utóbbi magába foglalja az 1862 m hosszú Megyeri hidat is.
2010. április 16-án elkezdték építeni a Törökbálint és Biatorbágy közötti szakasz második pályáját. Ennek a távlati célja a korábbi, déli és délnyugati autóút jellegű szektorok autópálya szintre emelése volt a nagyobb biztonságért, ezért ezen szakaszok északi oldalát egy új három sávos útpályával toldották meg, mely építkezések egészen 2015. július 22-ig tartottak. Ezután a korábbi útpályát is felújították, mely 2015. november 27-ére készült el.
Ezen idő közben 2013. augusztus 31-én átadták az 51-es főút és az M5-ös autópálya közötti új nyomvonalon épült 6,3 km-es szakaszt, mely összeköti az M0-s régebbi déli szakaszát az újabban épült keleti szakasszal, miután a régi, 51-es főút és M5-ös autópálya közti M0-s szakasz nyomvonala az M5-ös autópálya után nem volt folytatható a XVIII. kerület lakott területei miatt. (Az eredetileg ide tervezett alagútban folytatódó nyomvonal a költségek miatt nem készült el.) Az M0 korábbi irányonként két sávos szakasza innentől M51-es autóút elnevezéssel használható az M5-ös autópálya és Budapest felé.
A déli pálya elkészülte után 2017 decemberében a kivitelezők nekiláttak az északi felújításának: A meglévő irányonként három sávos autóút az M6 autópálya és az 51-es főút közé eső szakaszán a bal (északi) pálya aszfaltburkolatának, (a megépítése óta nyomvályúsra kopott) burkolatának cseréje a terhelést jobban elviselő vasbeton burkolatra, hídátépítések (köztük a Hárosi és Soroksári Duna-hidak), környezetvédelmi (zajárnyékoló fal), vízelvezetési, forgalombiztonsági beavatkozások elvégzése. Várható befejezés 2020 áprilisa.

### Eddig átadott szakaszok
- 1988-ban az M5-ös autópálya és az 51-es főút között, az 51-es főút Dunaharasztit és Taksonyt elkerülő szakaszával együtt.
- 1990. november 16-án az 51-es főút és a 6-os főút - Érd-kelet és a budatétényi Háros utca között kiépült, Budatétényt és Nagytétényt elkerülő - bevezetője közötti szakasz. (A hárosi Deák Ferenc híddal és a soroksári Ráckevei-Duna híddal. A Vilmos utcai felüljáró, továbbá a 6-os és 7-es főutak közös érdi elkerülője 1992-ben készült el.)
- 1994-ben a 6-os főút és az M1-es autópálya közötti szakasz. (A 6-os főút tétényi bevezetője Budafokot a Duna partján elkerülve ekkor érte el az albertfalvai Hunyadi János utat, majd 1995-ben a Szerémi utat. 1998-ban az M0-ástól befelé a Szerémi úttal együtt irányonként két sávosra bővült. A Növény utcai aluljáró 2019-ben készült el.)
- 1998-ban az M3-as autópálya és 2-es főút között, az M2-es autóút alagi becsatlakozásával. (Eredetileg 2/B és 2/A néven. Ekkor történt a Dunakeszi-tőzegtavak természetkárosítása az építés során.)
- 2005-ben az M5-ös autópálya és az M4-es autóút között. (Az M5-nél az M0 nyomvonala ekkor még nem volt folyamatos, egy nagyjából 5 km hosszú szakaszon az M5-ösön kellett haladni.)
- 2008-ban elkészült az M6-os autópálya nagytétényi becsatlakozása, az M4-es autóút és az M3-as autópálya közötti, valamint a 2-es főút és a 11-es főút közötti szakasz. (Ez utóbbi magába foglalja a Szentendrei-szigetet átszelő, 1862 m hosszú Megyeri hidat is.)
- 2010-ben nyitották meg a Nagytarcsánál becsatlakozó M31-es autópályát, amely az M3-as Gödöllői csomópontja felé rövidíti le az utat.
- 2012. június 26-án átadták az M7-es és M6-os közötti irányonként három forgalmi sávosra (plusz leállósáv) szélesített szakaszt a forgalomnak.[9]
- 2013. június 30-án adták át a forgalomnak az M6-os autópálya és 51-es főút közötti irányonkênt három sávos, 11 km-es szakaszt.[10] Az építését 2010-ben kezdték meg a déli szektor (M1-M5 között) – a hiányzó déli pálya kiépítésével – irányonkênt három sávos autópályává történő bővítésével együtt. A beruházás két új Duna-híd építését tette szükségessé a meglévő hidak déli oldalán.[9]
- 2013. augusztus 31-én átadták az 51-es főút és az M5-ös autópálya közötti új nyomvonalon épült 6,3 km-es szakaszt.[11] Ez a szakasz köti össze az M0-s régebbi déli szakaszát az újabban épült keleti szakasszal. Erre azért volt szükség, mert a régi, 51-es főút és M5-ös autópálya közti M0-s szakasz nyomvonala az M5-ös autópálya után nem volt folytatható a XVIII. kerület lakott területei miatt. Az eredetileg ide tervezett, alagútban folytatódó nyomvonal annak magas költségei miatt végül nem készült el. Az M0 legelső, irányonként két sávos szakasza a továbbiakban az M51-es autóút elnevezéssel használható az M5-ös autópálya és az M0 új szakasza között.
- 2015. július 22-én elkészült az M1–M7 autópályák közötti 2,7 km-es szakasz hiányzó bal pályája. Az átadást a jobb pálya lezárása és teljes felújítása követte, amely 2015. november 27-ére készült el.[12][13]

## Fenntartása
A Magyar Közút Nonprofit Zrt. feladata az üzemeltetése és fenntartása. Ezt a tevékenységet két autópálya-mérnökség biztosítja:
- Szigetszentmiklósi mérnökségi telephellyel a 18-as kilométer szelvényben,
- Dunakeszi mérnökségi telephellyel a 73-as kilométer szelvényben.

## Forgalmi adatok
A 2012-es forgalom számlálási adatok alapján a 15 km szelvénynél 65 820 jármű haladt el naponta, míg a 26 km-nél 55 842 jármű. Ezt csak az M3-as 10 km szelvényél mért 68 997 jármű haladta meg. 2017-re ezek a mért adatok már meghaladták a 90 ezres, és 76 ezres átlagos napi értéket. Az autóút átlagos kihasználtsága szinte mindenhol eléri a 100%-ot, sőt számos szakaszon 110-120%-os értékeket mérnek.

## Tervezett szakaszok
Évtizedek óta vizsgálják és tervezik az M0 körgyűrű M1-es autópálya és 11-es főút közötti nyugati szakaszának megvalósításának lehetőségét, amellyel az elkerülőút teljes kört zárna be. A lehetséges megvalósítást több tényező is nehezíti. A dombos terepviszonyok miatt a szakasz túlnyomó részét alagútban kellene elvezetni, és számos völgyhidat is építeni kellene, illetve nagyon sok természetvédelmi területet is érintene. A beruházás összköltségét emiatt közel 400 milliárd forintra becsülik. Az új szakasz viszont nem lenne része az európai gyorsforgalmi úthálózatnak, emiatt EU-s forrásokat sem lehetne az építéshez igénybe venni, azt teljesen hazai forrásból kellene finanszírozni. Bár a szakasz tervezése 2018-ban megkezdődött, a következő év elején lekerült a napirendről. Ezzel az országos területrendezési terv térképéről ugyan eltűnt ez a szakasz, de magában a területrendezési tervben továbbra is szerepel.
Már évekkel korábban felmerült egy olcsóbb alternatíva lehetősége, amely a várostól és a természetvédelmi területektől távolabb vezetne. E tervek szerint az M1-es autópálya és Esztergom között egy új autóút épülne. Az M100-as jelölésű, 32 km hosszú, észak-déli irányú autóút végleges tervei várhatóan 2019 végére elkészülnek, és ha minden szükséges engedélyt megkap, az építés akár 2020-ban meg is kezdődhet. A költségvetésre sincsenek még tervek, de a beruházás megvalósítását 100-150 milliárd forintra becsülik.
Az M100-ashoz kapcsolódna az M10-es autópálya, amely összeköttetést biztosítana az M0-s szintén megépítésre váró, 10-es és 11-es főút közötti északi szakaszához, illetve tehermentesítené a 10-es főutat. Az M10-es tervezése és engedélyeztetése viszont még korai fázisban van, így valószínűleg csak jóval később készülhet el, mint az M100-as. A környék lakói szerint ez viszont újabb közlekedési problémákat okozhat a 10-es főút ezen szakaszán, mivel a 11-es, a 2-es, az M2-es és az M3-as felől érkező tranzitforgalom az M10-es híján a 10-es főúton keresztül igyekezne elérni az M100-ast, és így az M1-est.

## Hidak
A körgyűrű kétszer is keresztezi a Dunát.
- északon a Szentendrei-szigetnél a Megyeri hídon keresztül.
- délen a Csepel-szigetnél. Itt a Duna-ágaknak külön hídjai vannak:
  - a főágon Deák Ferenc híd (Hárosi M0-s híd)
  - a Ráckevei ágon a Soroksári híd

## Díjfizetés
Az M0-as autóút használata 2015-ig ingyenes volt – ahogy a Budapestről induló autópályák M0-ig tartó szakaszai is. 2015. január 1-jétől a megyei matricák bevezetésével az M5-ös autópálya és a 4-es számú főút (31-es és 42-es számú csomópontok) valamint az M3-as autópálya és a 2-es számú főút (69-es és 75-ös számú csomópontok) közötti szakaszok illetve a sugárirányú autópályák bevezetőszakaszainak és az M51-es autóút díjmentessége is megszűnt. A 70-es számú csomópontig a korridoron le lehet hajtani a vonatkozó rendelet értelmében.[forrás?] 2024. január 1-től a sztráda igénybevétele a teljes hosszában díjköteles.

## Fix telepítésű sebességmérők
Az M0-n több fix telepítésű sebességmérővel találkozhatunk:
- M0, a belső sáv felett, 6+650 km-szelvény, RAMET AD9–O (2×)
- M0, a belső sáv felett, 13+040 km-szelvény, RAMET AD9–O
- M0, a belső sáv felett, 17+700 km-szelvény, RAMET AD9–O (2×)

## Érdekességek
- 2006 májusában nyílt meg az M0 Látogató Központ az M3-as 12. kilométerénél. Itt az autópálya építés múltját és történetét mutatják be.
- Az M5-ös autópálya és az M3-as autópálya közötti szakasz a nagyobb teherbírás érdekében a szokásos aszfalt helyet már vasbeton borítással készült. A bővítés és a felújítás során a déli szektor is ilyen burkolatot kapott.

2006. szeptember 21-én a Fővárosi Bíróság hatályon kívül helyezte a Környezetvédelmi Főfelügyelőség M0-s körgyűrű 31-es számú főút és M3-as autópálya közötti szakaszára vonatkozó környezetvédelmi engedélyezési határozatát, s új eljárásra kötelezte a hatóságot. Az indoklás szerint jogszabálysértő, hogy az I. fokú környezetvédelmi határozatban az érintett nyomvonalon még 4 csomópont megépítése szerepelt, míg az építési engedélyben már csak 3. Sajtóhírek szerint az útépítő cégeknek 2006 októberében le kell vonulniuk az építési területről.

## Külső hivatkozások
- Épül az M0-s körgyűrű Biatorbágy és Törökbálint között
- Nemzeti Infrastruktúra Fejlesztő Zrt.
- Budapest tömegközlekedési térképe M0-s hidak is
- Folytatják az M0 építését
- A Totalcar cikke a fővárosi körgyűrűről
- Körút vagy körgyűrű? M0-teszt (Origo, 2008. szeptember 24.)
- Fotók a déli szektor bővítéséről
- Balesetek az M0-son
- Nélkülözhetetlen halálút